# 혼다 NSX
혼다 NSX는 혼다에서 제조 및 판매하는 2인승 미드십 후륜구동(MR) 형식의 스포츠카이다.

## 개요
혼다의 제2회 F1 참전을 계기로, "세계에 통용되는 혼다의 얼굴을 가지고 싶다"라는 바람으로 개발된 스포츠카다. 거품 경제 절정기의 1989년에 시제차가 발표되었고, 1990년에 생산을 개시했다. 그 후 소소한 변경은 있었지만, 2005년까지 15년 동안 단 한번도 풀 체인지 없이 생산이 계속되어 2006년까지 판매되었다. 판매 초기에는 가격이 1개 트림이 800만 엔(자동변속기는 60만 엔 추가) 으로, 당시의 일본 자동차 시장에서는 가장 비싼 가격이었다. 그 후 개량이나 장비의 추가 등에 의해 서서히 가격이 올라, 900만-1,300만엔대가 되어 갔다.
엔진은 전륜구동 (FF) 세단에 탑재하고 있던 가로배치 V형6기통 (V6) 을 베이스로 한 C30A형 V6 DOHC VTEC NA 3.0리터로, 운전석 후방에 탑재해 후륜을 구동하는 미드십 후륜구동(MR)을 채용하고 있다. 또한 당시 시판 자동차로서 유례없는 "올 알루미늄 모노코크 구조"를 채용했다. 그 특수성 때문에 대규모 공장에서 산업용 로봇으로 제작된 게 아니라, 거의 모든 공정이 수작업으로 이루어졌다.
이러한 특징과 가격 때문에 일본의 유일한 슈퍼카로도 평가됐었다.
일본 이외의 북아메리카 시장에서는 혼다의 고급 브랜드 명칭을 따라 "어큐라 NSX" 로 판매되었다.
그러나 북미 및 유럽에서 2006년부터 시작되는 연비·배기가스 환경 규제를 만족하지 못해 유럽 사양은 2005년 9월 말, 북아메리카 및 일본 사양은 동년 12월 말에 단종되었다. 후속 차량은 2010년 이후를 목표로 어큐라 브랜드의 일본 진출과 함께 발매 계획이 있었지만, 2008년 세계 금융 위기로 사업이 재검토되어 어큐라의 일본 진출 중지와 함께 개발이 중지되었다.
2012년에 NSX 컨셉트를 통해 공개되었으며, 2015년 12월에 2세대 모델이 출시되었다.

## 연혁

### 1세대

#### 1형 (E-NA1,1990년-1996년)

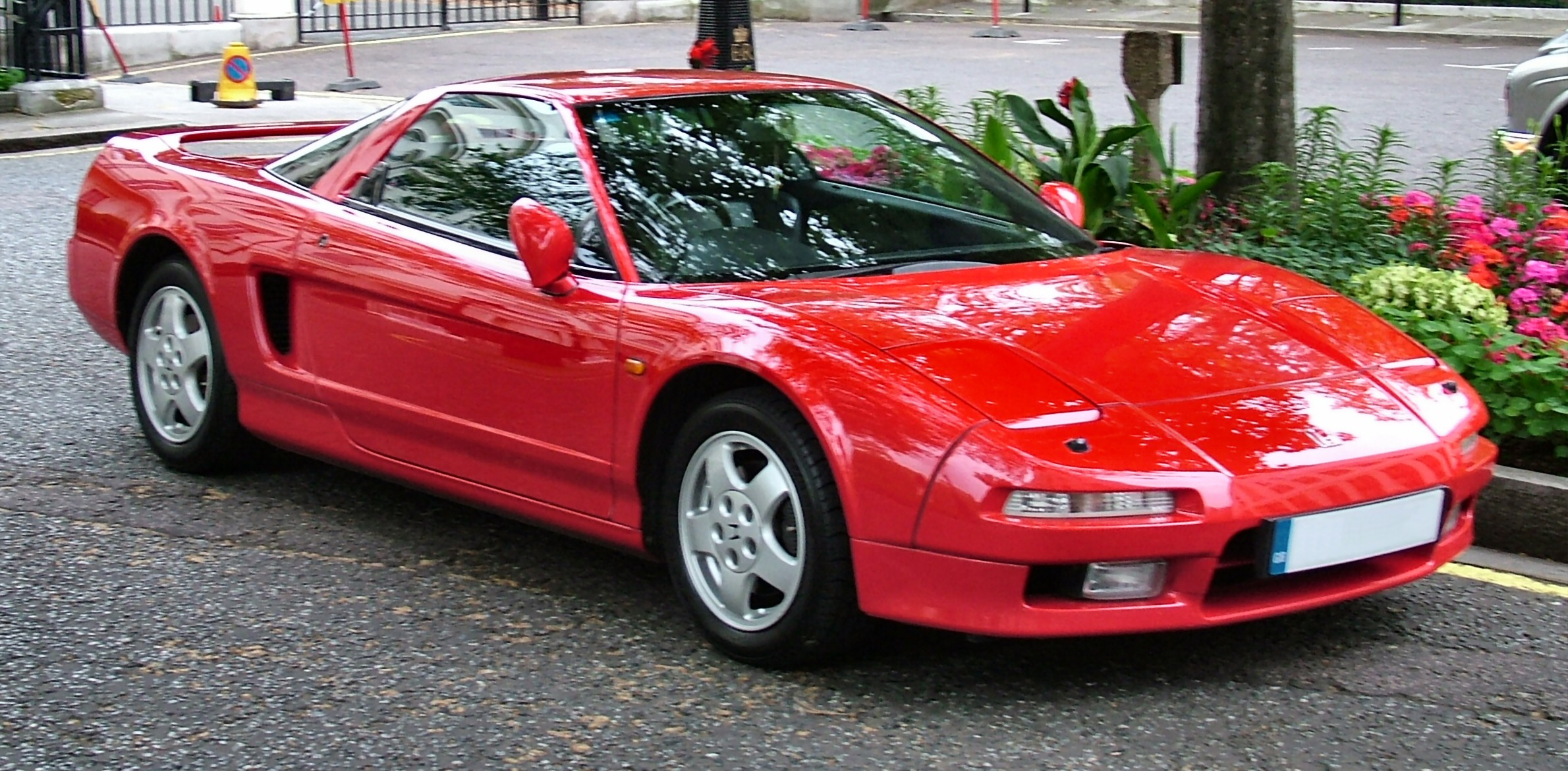
1형 NSX

1990년에 등장. 엔진은 배기량 3.0리터의 C30A형 V형 6기통 DOHC VTEC를 탑재하고 있다. 외관은 철회 가능한 헤드라이트를 채용했다. 또, 쿠페로부터 쾌적 장비를 제외하고 경량화를 도모한 퓨어 스포츠 모델인 "Type R" 이, 1992년부터 3년간의 기간 한정으로 일본 내에서만 판매되었다. 만화 이니셜 D에서 사인드 와인더의 호우죠 고우가 타는 차량으로 유명하며, 만화책에서는 다카하시 케이스케의 RX-7과 대결한다. 애니메이션 fifth Stage에서도 등장하였으며, Fifth Stage의 마지막을 장식하였다.
1995년에 마이너 체인지를 통해 드라이브·바이·와이어(DBW)나 자동변속기 사양에 F매틱(스티어링 칼럼의 스위치에 의한 매뉴얼 시프트)가 추가되었다. 또, 오픈 톱(타르가톱) 사양의 "타입 T" 이 추가되었다.

#### 2형 (GH-NA2/GH-NA1,1997년-2000년)

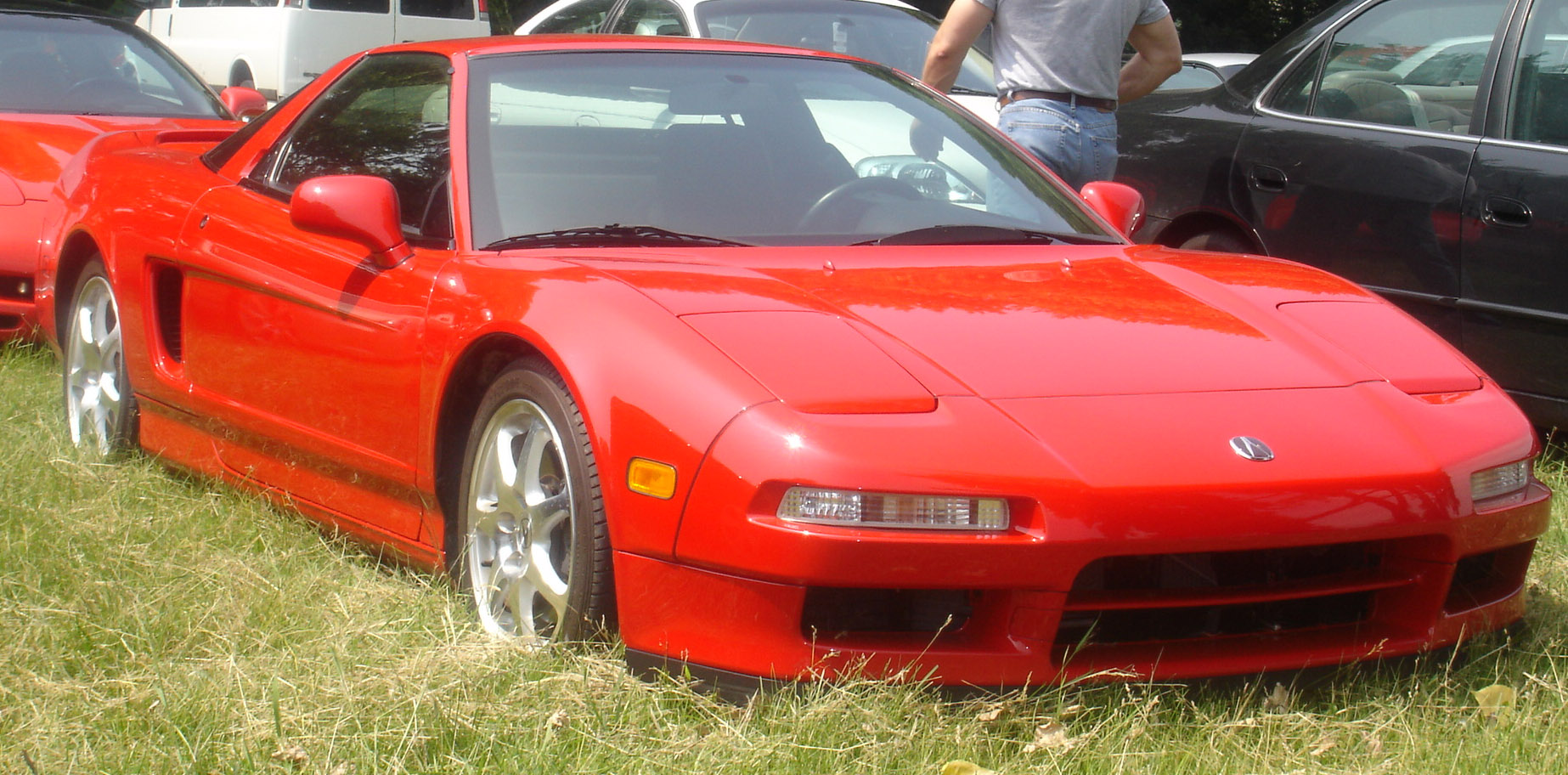
2형 NSX

1997년에 마이너 체인지를 하였으며, 2000년도 배기가스 규제를 만족시켰다. 외관상은 큰 변경은 없지만, 수동변속기 사양의 엔진이 배기량 3.2리터의 C32B형 V형 6기통 DOHC VTEC 로 변경된 것과 동시에, 트랜스미션은 6단이 되었다. 덧붙여 최고 출력의 수치는 280마력으로 변동이 없었다. 일본 내수 판매차량에 한하여, MT사양에 스포츠 그레이드의 "Type S", 종래의 "Type R" 사양을 더한 "Type S-Zero" 가 라인업에 추가되었다.

#### 3형 (LA-NA2/LA-NA1,2001년-2005년)

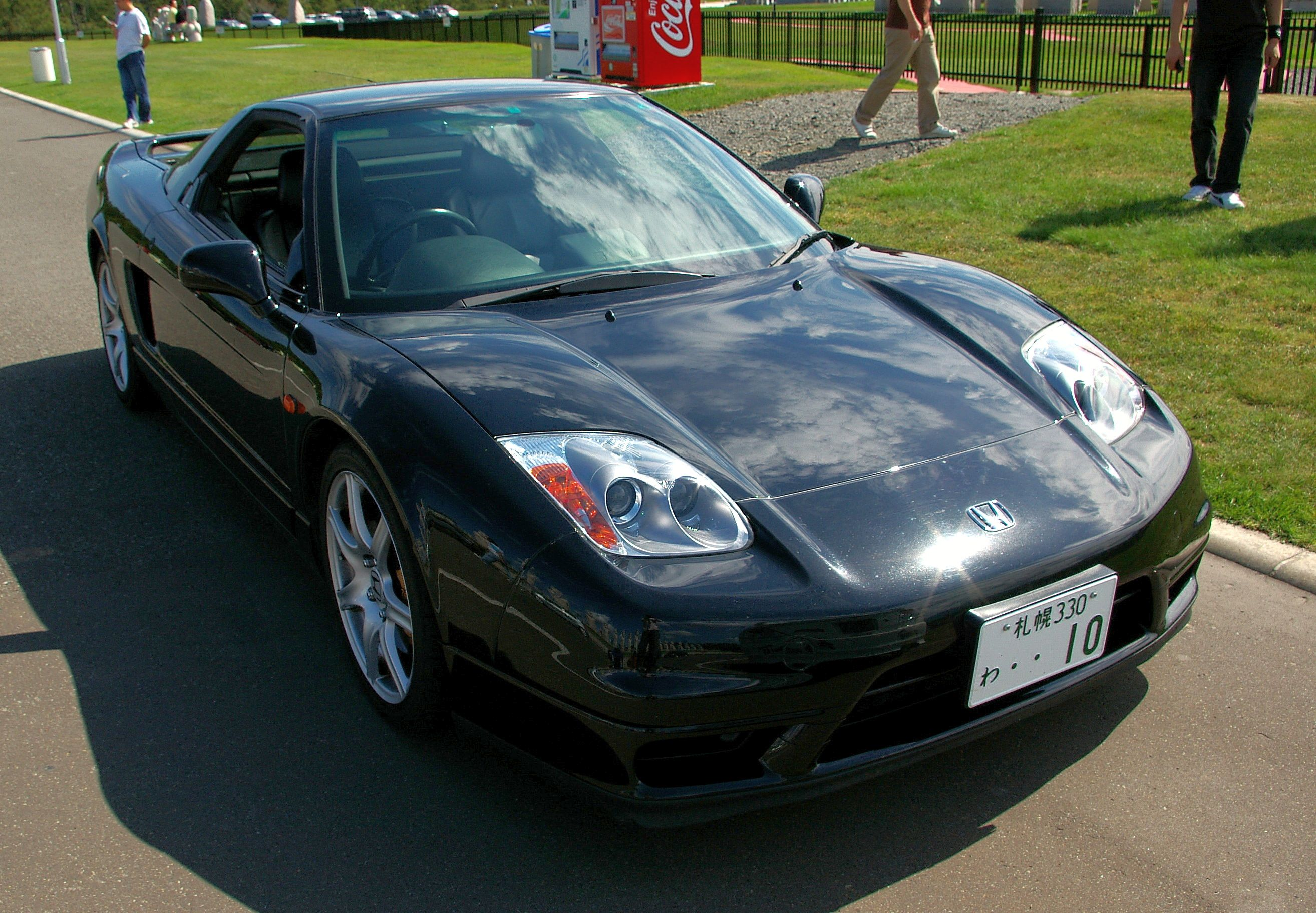
3형 NSX

2001년에는 외관을 중심으로 대대적인 변경이 이루어져 충돌 안전성을 높이기 위해서, 헤드라이트를 리트렉터블 타입에서 고정식으로 변경했다. 이 마이너 체인지로부터 반년 후에 "Type R" 이 부활했다. 이로 인하여 종전의 Type S-Zero는 단종되었다. 또, 2003년에는 작은 변화에가 있었는데, CD체인저(타입R를 제외하다) 및 이모빌라이저(전차)가 표준 장비화 되는 것과 동시에 2005년도 배출 가스 규제에 적합해, 형식 기호가 LA-NA#로부터 ABA-NA#로 변경되었다.
2005년 2월 22일에 "NSX 타입R GT"(형식 ABA-NA2)가 발표되었다. 3월 22일까지의 1개월 사이 한정으로 SUPER GT참가 자격 취득용으로 5대만의 한정으로 판매를 예정하고 있었지만, 실제로 만들어진 것은 1대만이라고 말해져 그 가격은 일본 엔으로 5,000만엔였다. 베이스의"타입 R"에, 탄소섬유제의 파트를 장착해 전체 길이와 전체 폭이 확대했다. 덧붙여 엔진, 트랜스미션, 서스펜션등의 기본 성능으로 변경은 없었다.

### 2세대

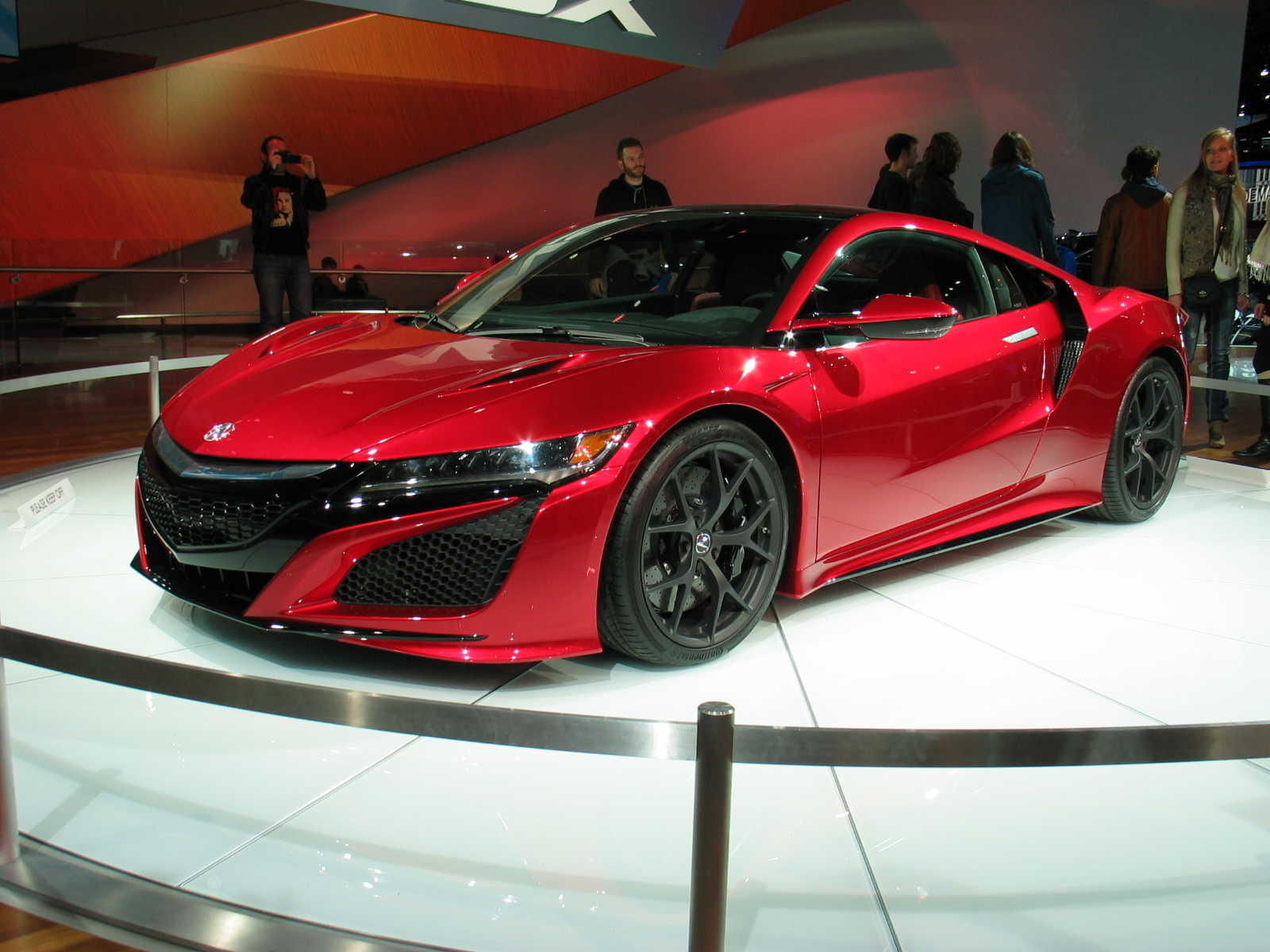
혼다 NSX 외부

2012년에 콘셉트 카로 공개되었으며, 양산형은 2015년 12월에 출시되었다. 생산은 전량 미국에서 진행된다.
하이브리드 스포츠카로 개발됐으며, JNC형 573마력 V6 3.5리터 하이브리드와 SH-AWD, 9단 듀얼 클러치 변속기가 달린다.

## 이름의 유래
혼다의 새로운 스포츠카,"New" "SportsCar"와 미지수를 나타내는"X"를 합성시킨"NewSportsCarX"의 약어이다. 1989년에 시제차로서 발표되었을 때에는"NS-X"와 S와 X의 사이에 하이픈이 들어가 있었지만, 1990년의 판매 개시시에는 하이픈을 생략해 NSX가 되었다.

## 같이 보기
- 혼다
- 혼다 NSX 타입R